# Municipio 12 Rocky Mount
El municipio 12 Rocky Mount (en inglés: Township 12 Rocky Mount) es un municipio ubicado en el  condado de Edgecombe en el estado estadounidense de Carolina del Norte. En el año 2010 tenía una población de 17.896 habitantes.

## Geografía
El municipio 12 Rocky Mount se encuentra ubicado en las coordenadas 35°55′34.42″N 77°43′58.74″O / 35.9262278, -77.7329833.